# Tony Barrow
Anthony F. J. Barrow (11 de mayo de 1936 - 14 de mayo de 2016) fue un oficial de prensa inglés que trabajó con los Beatles entre 1962 y 1968. Él acuñó la frase "los Fab Four", primero usándola en un comunicado de prensa temprano.

## Vida

### Primeros años
A finales de la década de 1950, cuando los adolescentes John Lennon y Paul McCartney formaban su primer grupo en Liverpool, Tony Barrow presentaba bandas de jazz y grupos de skiffle folk en los salones de baile locales y clubes de toda la ciudad en el suburbio sur de Lancashire, Crosby. Educado localmente en Merchant Taylors School luego estudió idiomas en la Universidad de Durham. En 1954, cuando todavía era un colegial de sexta forma, obtuvo su primer trabajo como escritor de pop-rock para el Liverpool Echo, el periódico vespertino de mayor venta en el Reino Unido.

### Decca
A comienzos de la década de 1960, mientras los Beatles trabajaban en los clubes de Hamburgo, Barrow se trasladó de Crosby a Londres para trabajar para Decca Record Company, donde escribió las notas que aparecían en la parte posterior de las portadas de los LP. Desde su nueva base en Londres, continuó contribuyendo con su columna semanal al Liverpool Echo y cuando el minorista de discos de Liverpool, Brian Epstein, firmó un contrato de administración con los Beatles a fines de 1961, se puso en contacto con Barrow para obtener asesoramiento profesional.  En una entrevista de 1968, Barrow relató que Epstein le pidió que escribiera una columna sobre la banda. Barrow luego arregló una audición para los Beatles con Decca, quien los rechazó. Esto condujo a un acuerdo informal mediante el cual Barrow se convirtió en el consultor de prensa y publicidad de medio tiempo de los Beatles, que implicó la promoción del lanzamiento de la nueva banda de EMI desde detrás de un escritorio en la compañía discográfica rival londinense Decca. Su primera tarea para Epstein fue coordinar una campaña de publicidad en los medios para rodear el lanzamiento del primer sencillo del grupo en el Reino Unido, "Love Me Do", en la etiqueta Parlophone de EMI en octubre de 1962. Le pagaron una tarifa independiente de £20 (£340.86 actuales aprox.) para compilar el kit de prensa inicial de los Beatles.

### NEMS Enterprises
Cuando Epstein prometió duplicar su salario de Decca, Barrow dejó la compañía discográfica para unirse a la nueva compañía de gestión de artistas de Epstein, NEMS Enterprises, a tiempo completo en mayo de 1963. Barrow abrió la primera oficina londinense de Epstein y como jefe de la División de Prensa y Relaciones Públicas, comenzó a promover las carreras no solo de los Beatles sino también de otros artistas de Epstein, desde Cilla Black hasta Gerry & The Pacemakers, desde Billy J Kramer with the Dakotas hasta The Fourmost.
Barrow vio la beatlemania comenzando con la aparición de la banda en Sunday Night en el London Palladium el 13 de octubre de 1963, momento en el cual ya no tuvo que contactar a la prensa sino que la prensa lo contactó.
Fue idea de Barrow dar saludos navideños de los Beatles a los miembros de su club de fanes. Barrow pensó que este gesto de buena voluntad podría limitar el daño causado a la reputación del grupo por los retrasos en responder a un volumen cada vez mayor de correos de admiradores. Los Beatles tenían tres semanas de retraso para responder a las solicitudes de membresía. En ese momento dijo que pensaba en cómo la Reina siempre enviaba saludos de yuletide a sus súbditos cada año en la radio y la televisión del Reino Unido, y decidió que los Beatles deberían "seguir su buen ejemplo pero a su manera". Todos los miembros del club de fanes oficial del grupo recibirían un flexi-disco exclusivo con mensajes de John, Paul, George y Ringo. Lo que comenzó como un trabajo de limitación de daños de una sola vez se convirtió en un evento anual ansiosamente esperado.
En 1965 y 1966, Barrow viajó por todo el mundo con John Lennon, Paul McCartney, George Harrison y Ringo Starr en los conciertos internacionales más importantes, lucrativos y peligrosos de los Beatles, realizando sus masivas conferencias de prensa diarias dondequiera que estuvieran en la carretera, acompañando ellos en su reunión privada de "la cumbre de los gigantes" con Elvis Presley en su casa en Bel Air, California, y organizando entrevistas y sesiones fotográficas de los Fab Four cuando regresaron a casa. Una de las tareas finales de Barrow como Oficial de Prensa de los Beatles fue recopilar y editar el folleto de historias de tira cómica que formaba parte del paquete de grabación "Magical Mystery Tour" a fines de 1967.

### Después de los Beatles
Cuando los Beatles establecieron su propia operación de autogestión, Apple Corps, en 1968, un año después de la muerte de Brian Epstein, Barrow como publicista se volvió redundante. Dejó NEMS Enterprises para establecer su propia consultora de relaciones públicas independiente, Tony Barrow International. Con sede en el distrito londinense de Mayfair, TBI y su compañía hermana, Tony Barrow Management, representaron a muchos de los artistas y artistas británicos en la década de 1970, incluidos The Kinks, The Bay City Rollers, The New Seekers, Bob Monkhouse y Hello, y artistas estadounidenses. , incluyendo a David Cassidy, Gladys Knight, David Soul, The Monkees, Tony Bennett, The Jackson Five, Andy Williams y Neil Sedaka, por sus giras por Europa.
En 1980, en parte porque no le gustaban las desagradables imágenes retratadas por la nueva ola de bandas de punk de la época, Tony Barrow abandonó el negocio de las relaciones públicas para volver al periodismo independiente, escribiendo varios libros incluyendo una guía de carrera, Inside The Music Business (coautor con Julian Newby) y John, Paul, George, Ringo & Me, sus memorias de los años sesenta.
En 2007, se había convertido en el último escritor profesional superviviente del círculo de asistentes comerciales y asociados de los Beatles, y continuaba asumiendo tareas de escritura y transmisión seleccionadas, incluidas algunas relacionadas directamente con sus años con los Beatles.[cita requerida]
Contrariamente a los informes periodísticos de que Tony murió en su casa en Morecambe, Lancashire, en realidad murió en la Royal Lancaster Infirmary el 14 de mayo de 2016, tres días después de su 80.º cumpleaños.

## Libros
- The Making of the Beatles' Magical Mystery Tour (1999) ISBN 0-7119-7575-2 [21]
- John, Paul, George, Ringo and Me: The Real Beatles Story (2006) ISBN 1-56025-882-9